# Ла-Сьєрва
Ла-Сьєрва (ісп. La Cierva) — муніципалітет в Іспанії, у складі автономної спільноти Кастилія-Ла-Манча, у провінції Куенка. Населення — 53 особи (2010).
Муніципалітет розташований на відстані близько 160 км на схід від Мадрида, 24 км на схід від Куенки.

## Демографія
Динаміка населення (INE ):